# Carl Wilhelm Klose
Carl Wilhelm Klose (auch Karl Wilhelm Klose, * 17. Februar 1803 in Polnisch Wartenberg; † 10. November 1865 in Breslau) war ein deutscher Mediziner.

## Leben
Carl Wilhelm Klose besuchte das Matthias-Gymnasium in Breslau, bestand 1826 das Abitur und studierte anschließend zwei Jahre Theologie und danach Medizin an der Schlesischen Friedrich-Wilhelms-Universität zu Breslau. Er wurde am 10. Oktober 1830 in Breslau mit seiner Dissertation De hernia crurali zum Dr. med. et chirurgiae promoviert, war danach vier Jahre Assistenzarzt bei Traugott Wilhelm Gustav Benedict und habilitierte sich 1835 an der Universität Breslau. Im Jahr 1846 wurde er zum dirigierenden Arzt am Hospital der Barmherzigen Brüder in Breslau und 1854 zum Physicus des Landkreises Breslau ernannt. 1861 wurde ihm der Titel eines Königlichen Sanitätsrates verliehen.
Am 15. Oktober 1847 wurde Carl Wilhelm Klose unter der Präsidentschaft von Christian Gottfried Daniel Nees von Esenbeck mit dem akademischen Beinamen Schnurrer unter der Matrikel-Nr. 1578 als Mitglied in die Kaiserliche Leopoldino-Carolinische Deutsche Akademie der Naturforscher aufgenommen.

## Schriften (Auswahl)
- De hernia crurali. Vratislaviae 1830
- Die Meningo-Osteophlebitis. In: Zeitschrift für klinische Medizin, Breslau, 6, 1855, S. 14–40 (Digitalisat)
- Der Idiotismus in Schlesien, eine staatsarzneiwissenschaftliche Skizze. In: Zeitschrift für die Staatsarzneikunde. 38, 1858, S. 63–92 (Digitalisat)